# Betula aurata
Betula aurata là một loài thực vật có hoa trong họ Betulaceae. Loài này được Borkh. mô tả khoa học đầu tiên năm 1800.